# Navă militară

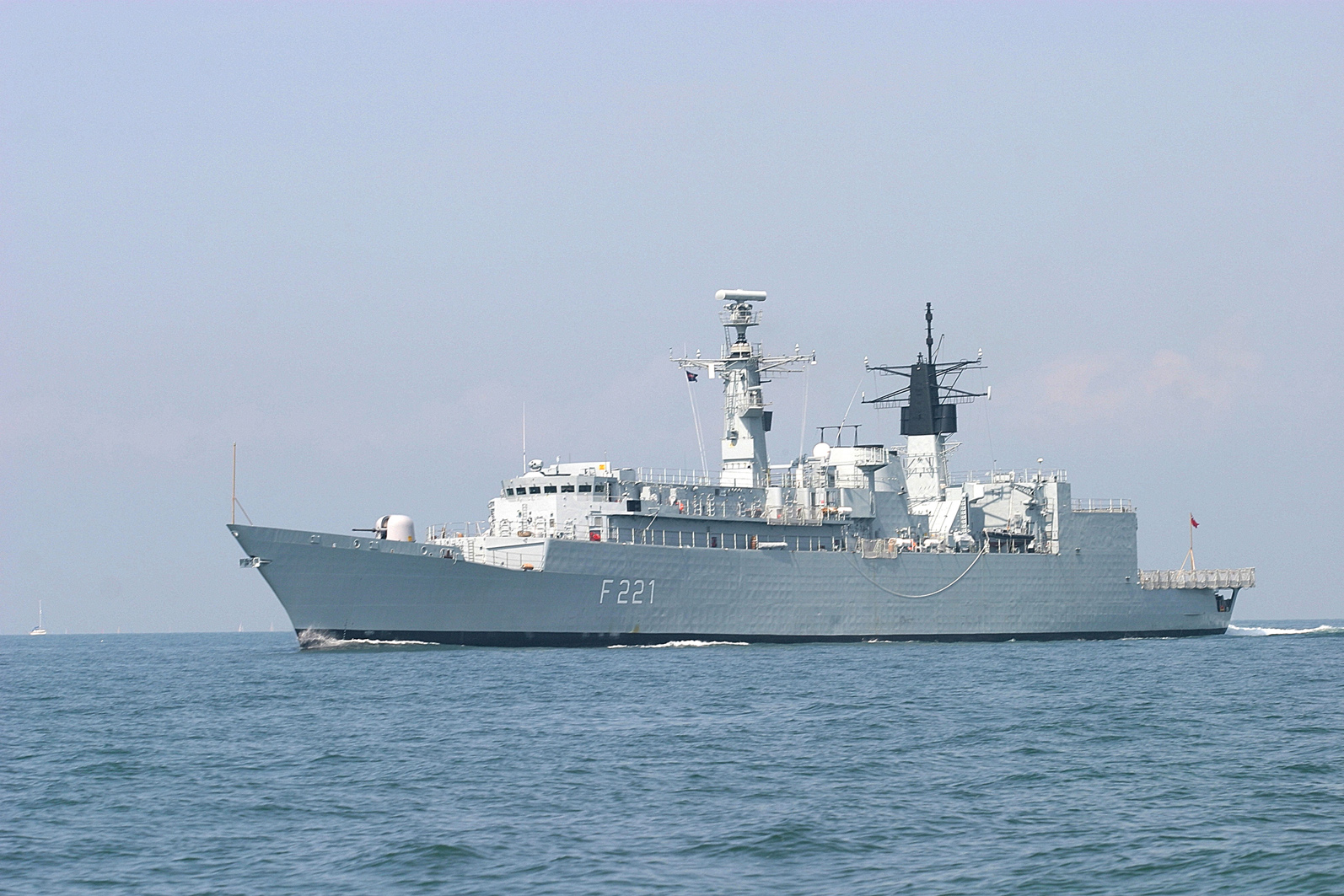
Fregata Regele Ferdinand, nava amiral a Marinei Militare Române.

Navă militară (sau navă de război) este o navă specială destinată războiului naval și care face parte din marina militară a unui stat.
Aceasta poate fi o navă de suprafață sau una submersibilă. Navele de război posedă sisteme de arme care le permit să atace, să se apere singure sau să protejeze alte unități navale.

## Definiția legală și drepturile unei nave de război
În conformitate cu Convenția Națiunilor Unite asupra dreptului mării (articolul 29), definiția unei nave de război este:
„În sensul convenției, prin navă de război se înțelege orice navă care face parte din forțele armate ale unui stat și poartă semnele exterioare distinctive ale navelor militare ale naționalității sale, care este plasată sub comanda unui ofițer de marină aflat în serviciul acestui stat și înscris pe lista ofițerilor sau pe un document echivalent și al cărei echipaj este supus regulilor disciplinei militare.”—Convenția Națiunilor Unite asupra dreptului mării, 
Semnele exterioare distinctive ale navelor militare, în sensul acestei convenții, diferă în funcție de țară, principalul semn distinctiv fiind pavilionul național arborat la pupa navei.
În conformitate cu dreptul internațional, o navă de război este considerată ca parte a teritoriului statului al cărui pavilion național îl poartă. Prin urmare sosirea sa într-un port și în apele aflate sub suveranitatea unei terțe țări se face conform unei autorizări obținute pe cale diplomatică; cu toate acestea, ea are, la fel ca și alte nave, dreptul de „pasaj (trecere) inofensiv” în apele teritoriale ale unei terțe țări. Legile și reglementările țării gazdă nu se aplică la bordul navei care face escală sau doar trece prin apele teritoriale ale acestei țări. Acesta este principiul extrateritorialității navelor de război, precum și a altor nave auxiliare care contribuie la acțiunile navale și nu au activități comerciale.
În unele lucrări de specialitate se face distincție între nave militare și nave de război, în sensul că din categoria navelor militare, pe lângă navele de război, mai fac parte și unele nave auxiliare (nave tehnice, dragoare, nave-atelier, nave-școală etc.); totuși, având în vedere că aceste nave auxiliare pot fi înarmate și chiar pot lua parte la luptele navale, și ele pot fi considerate nave de război.

## Evoluția în timp a navelor de război

### În antichitate

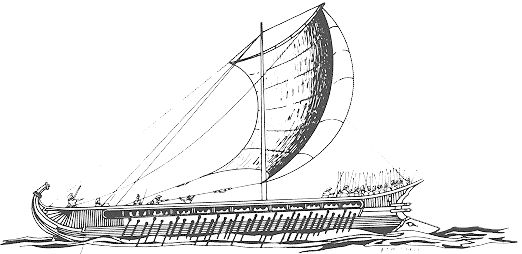
Triremă greacă.

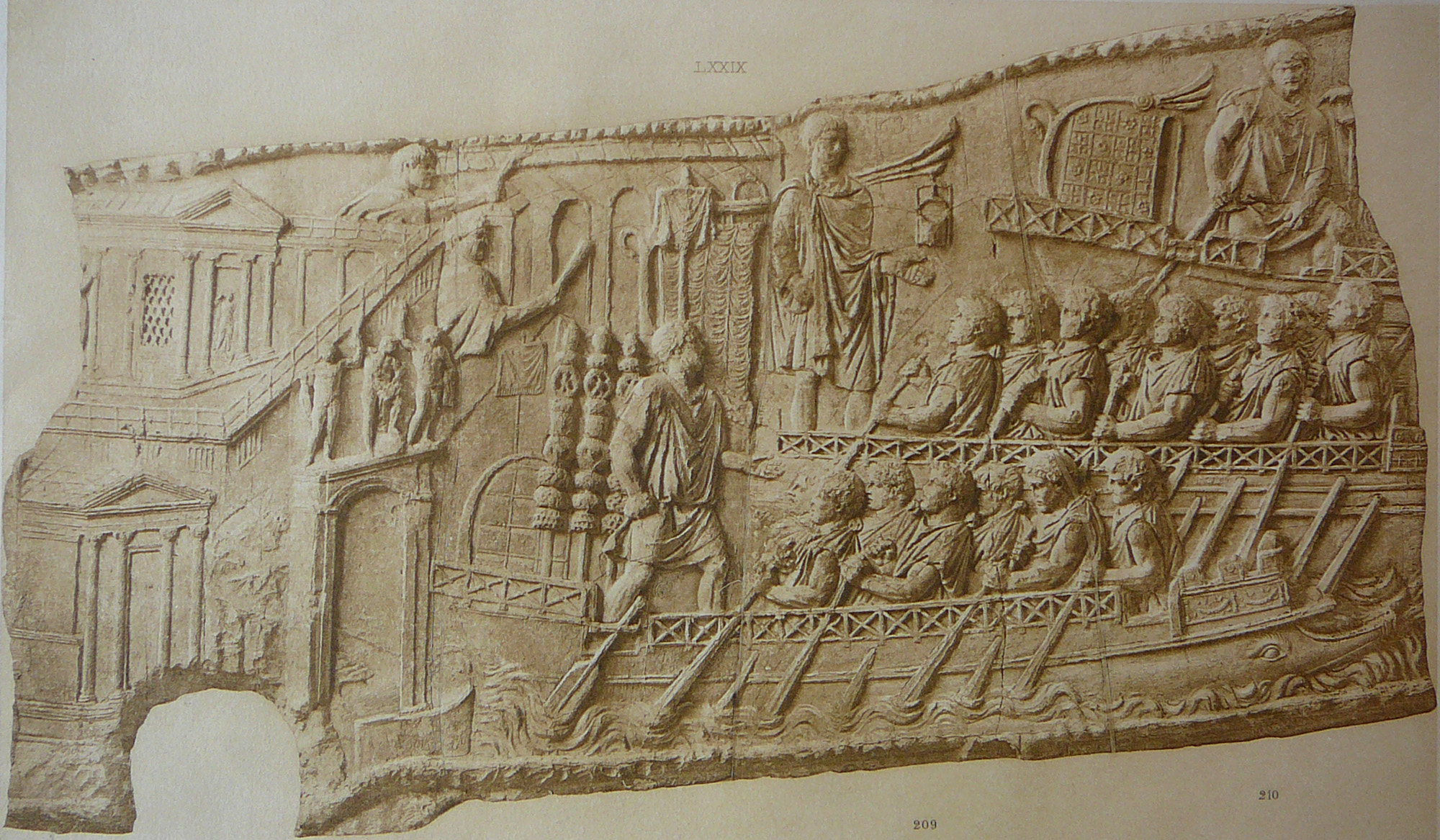
Liburne din Classis Moesica
(basorelief de pe Columna lui Traian).

Civilizațiile care au dezvoltat navigația în bazinul mediteranean (egiptenii, fenicienii și grecii) nu foloseau inițial nave specializate pentru război, în luptele navale fiind utilizate navele de transport. Denumite generic galere, aceste nave erau propulsate manual, cu ajutorul vâslelor, dar foloseau și vele ca mijloc secundar de propulsie.
Primele nave militare, construite și utilizate special pentru luptele navale, au fost realizate de unele polisuri care aveau deja adevărate flote de nave comerciale. Astfel, în secolul al VII-lea î.Hr., Ameinocles din Corint construiește primele trireme, sau „triere”, nave de război cu trei rânduri de vâsle, ușoare, rapide și cu calități manevriere deosebite. Ulterior au apărut și nave cu patru și chiar cinci rânduri de vâsle.
Atena antică a fost prima mare putere navală (în sensul modern al cuvântului), întreținând o flotă militară permanentă, în secolul al V-lea î.Hr. Deținând hegemonia în cadrul Ligii de la Delos, a încercat să impună această hegemonie asupra întregii lumi grecești, sprijinindu-se îndeosebi pe flota ei de război, dar nu a reușit.
Bazinul vestic al Mării Mediterane a fost marcat în secolul al III-lea î.Hr. de Războaiele Punice dintre Cartagina și Republica Romană. Deși majoritatea bătăliilor au fost terestre, au avut importanță și victoriile navale ale romanilor și aliaților lor, cetățile elene din Sicilia (îndeosebi Siracuza).
Cu toate că romanii nu aveau o tradiție în arta navigației, treptat ei și-au creat o flotă militară proprie (latină Classis) redutabilă, folosindu-se de experiența și resursele cetăților pe care le-au cucerit în perioada lor de expansiune. La început, această flotă era alcătuită îndeosebi din nave străine capturate sau cumpărate, iar echipajele erau recrutate dintre cetățenii claselor inferioare sau chiar dintre sclavi. Tactica de luptă era asemănătoare cu cea a bătăliilor terestre: corăbiile inamice erau prinse și imobilizate cu ajutorul unor bare lungi, prevăzute cu un cârlig la capăt, după care legionarii treceau la bordul acestora, atacând corp la corp, ca pe uscat. Mai târziu, datorită îndeosebi calităților lor organizatorice, concretizate prin reguli precise pentru construcția navelor și printr-o legislație navală, romanii au devenit stăpânii absoluți ai Mediteranei. Principala navă de război a rămas trirema, dar în secolul I î.Hr. a fost introdusă cu succes și liburna⁠(en)[traduceți]. Mai mică decât trirema și cu forme mai fine, liburna avea o viteză bună și era foarte manevrabilă.

### În Evul Mediu

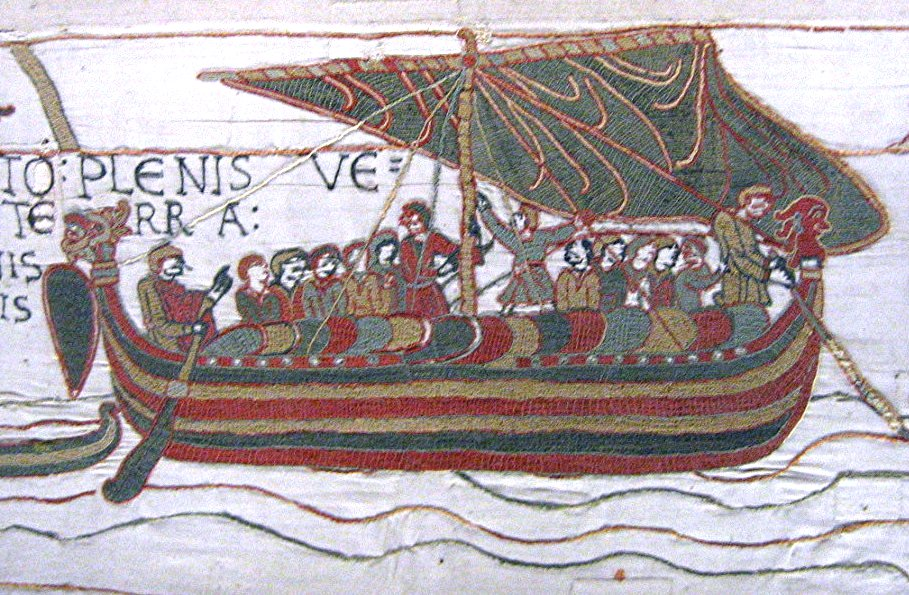
Drakkar normand - Tapiseria de la Bayeux

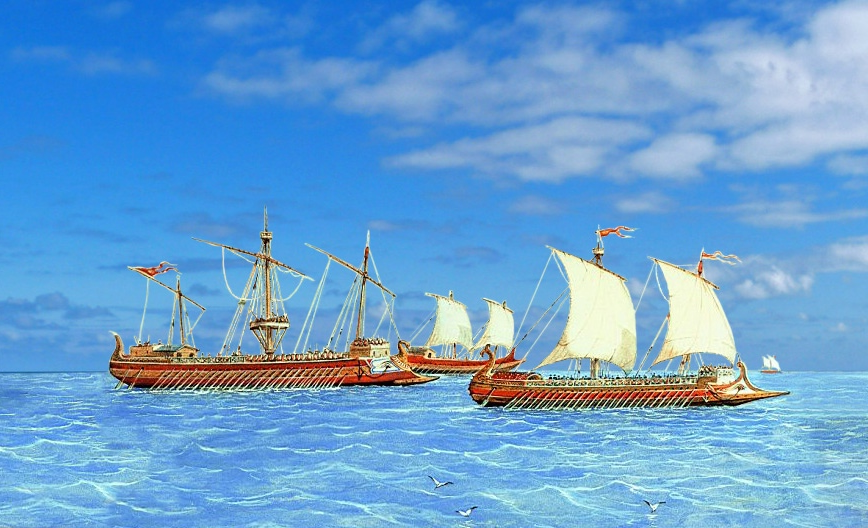
Dromoane bizantine

Principala navă de război din Evul Mediu rămâne galera, deși spre sfârșitul acestei perioade își fac apariția velierele, nave propulsate numai de forța vântului captată de sistemul de velatură.
Cu toate că vikingii au perfecționat arta navigației, fiind primii care au renunțat la a mai naviga doar „la vedere” (în apropierea coastelor maritime) și s-au aventurat în largul Oceanului Atlantic, navele lor, vestitele „drakkare” nu pot fi considerate strict nave de război, ele servind și la explorare și transport de mărfuri. Carena acestui tip de nave avea coaste din lemn de stejar și era uneori căptușită cu plăci de aramă. Arcuit, cu etrava sculptată în formă de cap de balaur și cu etamboul în formă de coadă de șarpe, corpul navei era decorat și vopsit astfel încât să intimideze potențialii inamici. Drakkarele erau corăbii iuți care puteau naviga independent de vânt, având și vâsle, pe lângă velatură. Direcția de navigație era asigurată cu ajutorul unei singure rame mari, amplasată în tribord, la pupa, ce servea drept cârmă.
Principala navă militară utilizată în Evul Mediu de către Imperiul Roman de Răsărit era dromonul. Cea mai veche mențiune acestui tip de navă se regăsește într-un document din Ravenna (secolul al V-lea), dar și în Corpus juris civilis redactat sub împăratul Iustinian cel Mare (529). Dromoanele mai mari aveau un xylokastron, castel central de lemn, acoperit cu piele și uneori cu plăci metalice, amplasat între primul și al doilea catarg, echipat cu baliste sau catapulte și cu syfonofo-rami (aruncătoare ale focului grecesc). La provă, unele dromoane aveau un pinten de metal cu care puteau să străpungă navele inamice.
Navele cu pânze (caravela, caraca, galionul etc.) apărute spre sfârșitul Evului Mediu, a căror dezvoltare a făcut posibilă perioada marilor descoperiri geografice din secolele XV-XVI, se pretau la instalarea gurilor de foc (tunuri) la bordul lor, datorită deplasamentului superior celui al galerelor. Ultima mare bătălie navală dusă aproape în întregime de galere a avut loc la Lepanto (7 octombrie 1571), când flota Ligii Sfinte, o coaliție de state maritime catolice, a învins decisiv principala flotă a Imperiului Otoman, marcând astfel sfârșitul dominației turcești în Marea Mediterană.

### În epoca modernă

Navă de linie din secolul al XVII-lea, cu punți suprapuse. Secțiune transversală:
1) Magazia de muniție
2) Magazie de praf de pușcă
3) Magazie de proiectile
4) Linia apei
5) Tun cu încărcătură dublă
6) Tun de abordaj
7) Puntea superioară

În secolul al XVII-lea, odată cu dezvoltarea velierelor și cu perfecționarea artileriei, își face apariția nava de linie, navă militară prevăzută cu numeroase guri de foc amplasate pe una sau mai multe punți. Aceste nave erau prevăzute cu deschideri speciale (numite „saborduri”) în ambele borduri, în dreptul cărora erau poziționate tunurile; în timpul navigației sabordurile erau închise cu obloane mobile de lemn, obloane care erau ridicate numai în momentul efectuării tragerilor de artilerie. Având tunurile amplasate în borduri, în timpul bătăliilor navale acest tip de nave se așezau în șir („linie de șir”), una după alta, pentru o eficacitate maximă a focului artileriei, de unde și denumirea de „nave de linie”.

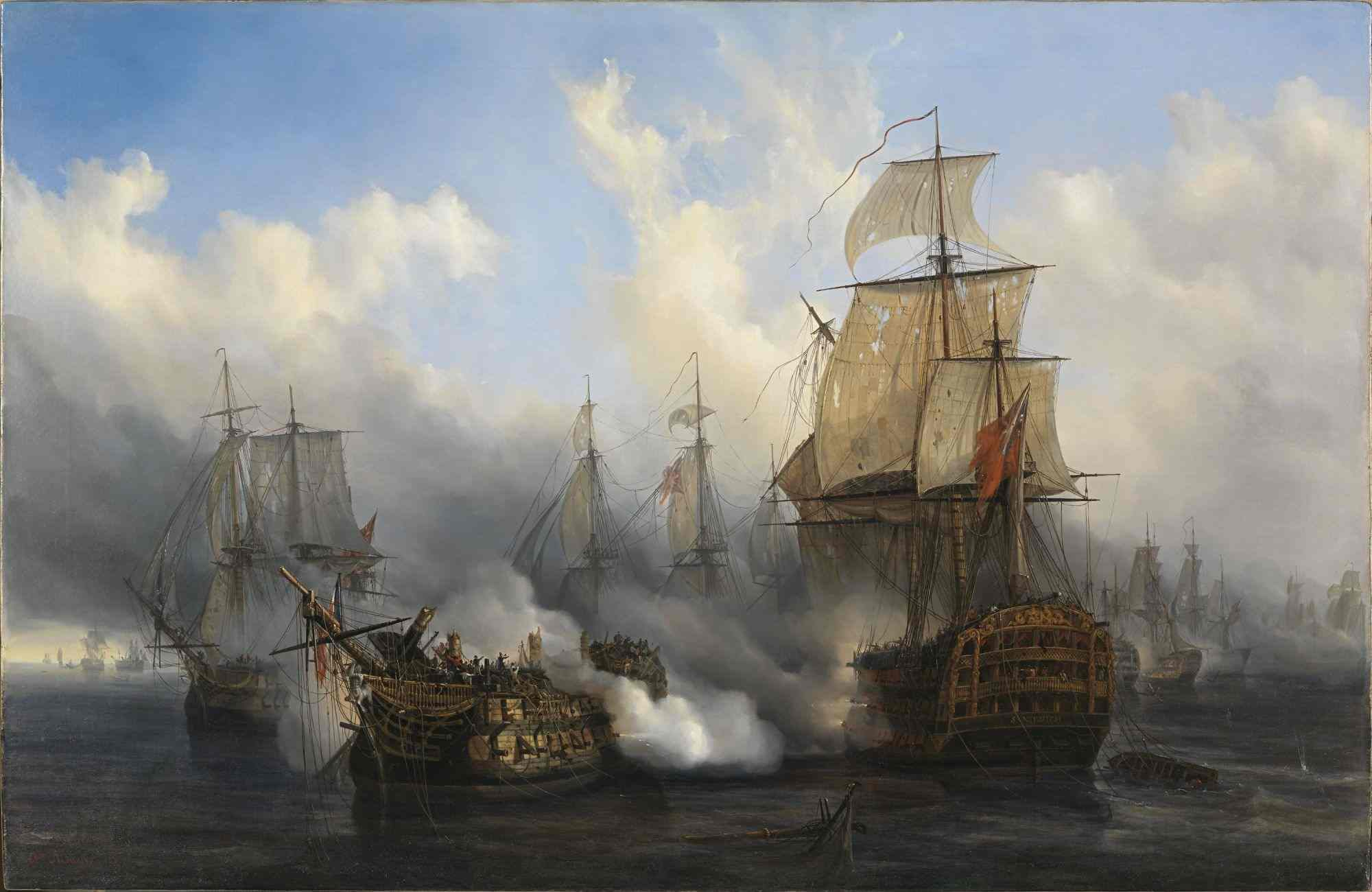
Nave de linie în Bătălia de la Trafalgar

O navă de linie celebră, prin dimensiunile sale impresionante, a fost HMS Sovereign of the Seas⁠(en)[traduceți]. Lansată la apă în 1637, la Woolwich, pentru marina regală engleză, această navă cu trei punți avea un deplasament de 1500 t și era înzestrată cu 100 de tunuri de calibre diferite. Carena sa avea o lungime de 42 m și o lățime de 14 m, respectând regula valabilă pe atunci a raportului 1/3 între lățimea maximă și lungime, iar catargul mare avea o înălțime de 134 m.
O altă navă de linie cu trei punți, de dimensiuni comparabile, a fost nava amiral suedeză Vasa, înzestrată cu 64 de tunuri. Lansată la apă în 1628, s-a scufundat în Marea Baltică la scurt timp după aceea, din cauza unor erori de proiectare și construcție. În 1961 a fost scoasă la suprafață, fiind în prezent una dintre cele mai vechi nave păstrate în forma lor autentică.
Alte nave militare cu pânze utilizate în secolele XVII-XIX au fost fregatele și corvetele. Fregata era un velier cu trei catarge, cu forme fine și armonioase, rapidă și cu o mobilitate deosebită. Primele fregate au apărut la începutul secolului al XVII-lea și erau destinate acțiunilor de recunoaștere, urmărire, pază și de legătură între navele de linie. Erau dotate cu o artilerie puternică, a cărei clasă este intermediară între nava de linie și corvetă. Corveta era o navă cu trei catarge, rapidă, mai mică decât fregata, armată cu 20-30 de tunuri. Erau folosite pentru patrulare, pentru a trimite mesaje între navele unei flote și, uneori, pentru a escorta navele comerciale.
Una dintre cele mai celebre bătălii navale din epoca navelor cu pânze a fost Bătălia de la Trafalgar (21 octombrie 1805), în care o flotă a Marinei Regale Britanice, condusă în mod strălucit de Amiralul Nelson, a învins flota unită franco-spaniolă.

### În secolul al XIX-lea

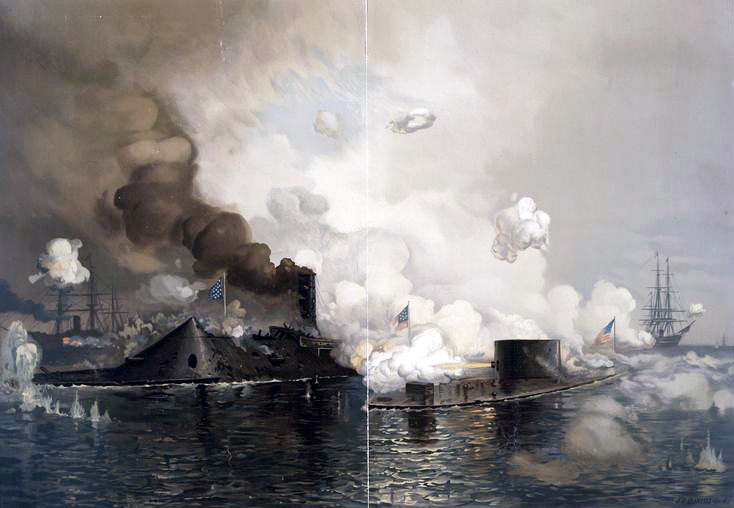
Lupta navală dintre USS Monitor și CSS Virginia (9 martie 1862)

Secolul al  XIX-lea a adus noi și importante inovații în evoluția navelor de război. Noile metode de construcții navale, propulsia navelor cu ajutorul motoarelor cu abur și noile tipuri de proiectile de artilerie au făcut ca începând cu al doilea sfert al secolului XIX să se poată vorbi despre o predominanță a oțelului, aburului și obuzului în marina militară.
Războiul Crimeii (1853-1856) a dus, printre altele, la o dezvoltare rapidă a construirii navelor de război și a armamentului acestora. Deoarece introducerea proiectilelor explozive (obuze) făcea ravagii asupra navelor construite din lemn, unele dintre aceste nave au început să fie blindate cu plăci de oțel pe părțile laterale ale cocii și pe puntea superioară. După Războiul Crimeii au apărut și primele nave militare având blindaj complet: nava franceză Gloire (1858) și cele engleze HMS Warrior și HMS Black Prince.
În a doua jumătate a secolului al XIX-lea, navele de linie cu vele au început a fi înlocuite cu cuirasate propulsate cu motoare cu abur, în timp ce fregatelor cu pânze le-au luat locul crucișătoarele propulsate, de asemenea, cu ajutorul motoarelor.
De asemenea, armamentul navelor de război s-a modernizat odată cu introducerea turelei, care permitea ca tunurile să fie rapid orientate independent de direcția de navigare. Prima luptă consemnată în istorie dintre două nave blindate a avut loc la Hampton Roads⁠(en)[traduceți] (9 martie 1862), în timpul Războiului Civil American, între USS Monitor, aparținând United States Navy, și nava confederată CSS Virginia⁠(en)[traduceți]. Deși lupta s-a terminat indecis, observatorii militari americani și europeni au remarcat superioritatea tactică a artileriei amplasate în turele, așa cum avea USS Monitor.
A început o adevărată cursă a înarmărilor între marile puteri navale ale vremii, fiecare dorind să posede un număr cât mai mare de nave blindate. În 1876, francezii au lansat la apă nava Redoutable, prima navă de război având carena complet metalică. Aceasta avea un blindaj cu o grosime maximă de 350 mm, era propulsată de două elice acționate fiecare de câte un motor cu abur și avea ca armament principal 8 tunuri de calibrul 270 mm și 6 tunuri de calibrul 140 mm. Răspunsul britanicilor nu s-a lăsat așteptat, aceștia lansând la apă în 1882 nava HMS Colossus, cu blindajul de grosimea 350 mm și înarmată cu 4 tunuri de calibrul 300 mm și 5 tunuri de calibrul 152 mm. HMS Colossus, cu un deplasament de 9420 tone avea o viteză maximă remarcabilă pentru acea perioadă: 16,5 noduri (30,558 km/h).
După inventarea torpilei au apărut noi nave de luptă: torpiloarele. Mici și rapide, torpiloarele păreau să ofere o alternativă la construirea flotelor costisitoare de cuirasate.

### În secolul XX

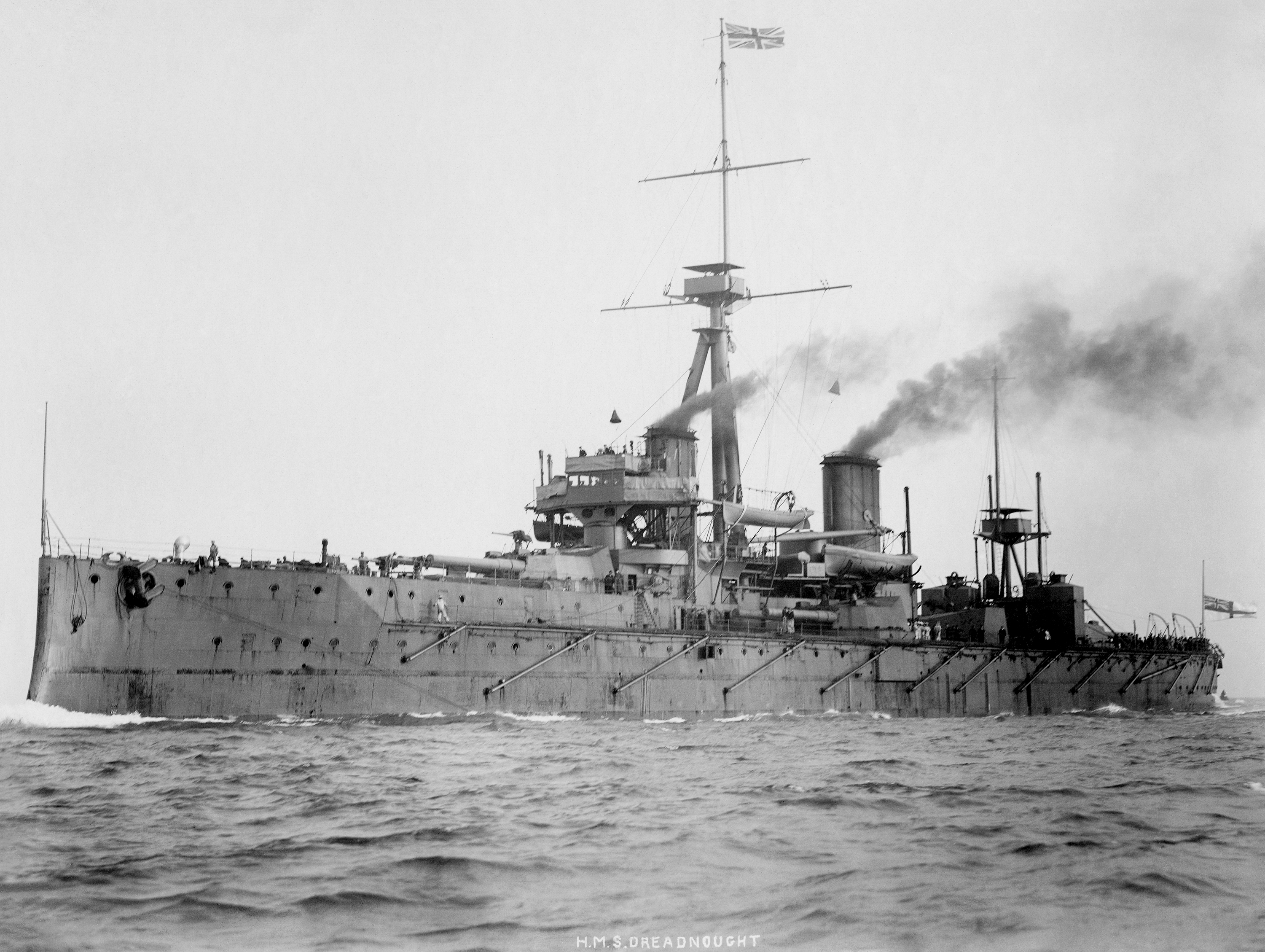
Cuirasatul britanic HMS Dreadnought

Prima jumătate a secolului al XX-lea a consemnat dominația cuirasatului ca principală navă de război. Urmaș al navei de linie (ca forță de șoc pe mări și oceane), cuirasatul a devenit „nava de linie a secolului XX”.
Față de navele blindate din secolul precedent, cuirasatele s-au dezvoltat ca deplasament, grosime a blindajului și forță a artileriei de la bord (prin sporirea numărului de guri de foc și a calibrului acestora). De asemenea, deși mai grele, viteza și manevrabilitatea cuirasatelor a crescut, datorită îndeosebi introducerii turbinei cu abur ca principal sistem de propulsie.
În 1906, Royal Navy (Marina Regală Britanică) a lansat la apă cuirasatul HMS Dreadnought, care a reprezentat un important pas înainte în tehnologia navală, fiind asociat cu o întreagă generație de nave. Avea un deplasament de 18.410 tone și o rază de acțiune de 12.260 km, fiind propulsat cu ajutorul a patru turbine cu abur care dezvoltau o putere de 23.000 CP, astfel încât nava putea atinge o viteză maximă de 21 noduri (39 km/h). Blindajul său avea o grosime maximă de 279 mm, iar armamentul principal consta în 10 tunuri de calibru 305 mm și 27 de tunuri cu calibrul 76 mm.

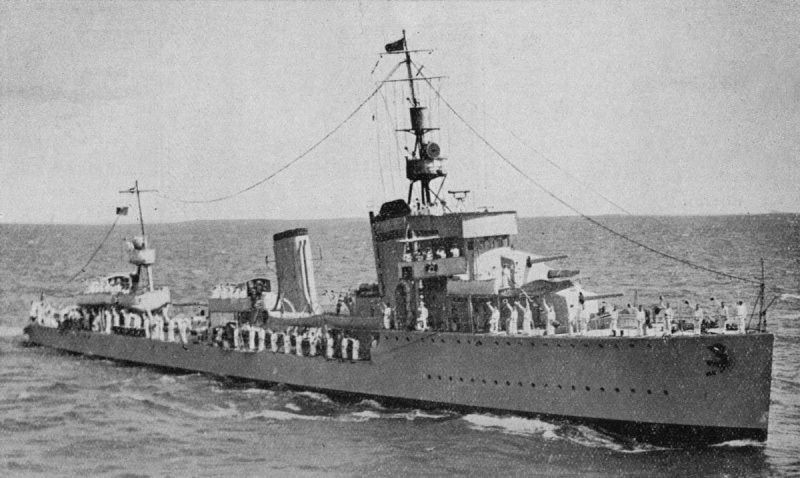
Distrugătorul NMS „Regele Ferdinand” (1935)

Tun naval de calibrul 380 mm amplasat în turelă - animație

De asemenea, Royal Navy a dezvoltat primele crucișătoare moderne. Utilizând aceeași artilerie de calibru mare ca și cuirasatele, dar având un blindaj mai subțire ca al acestora, crucișătoarele aveau avantajul vitezei și al razei sporite de acțiune și dezavantajul vulnerabilității într-o luptă directă cu cuirasatele. Rolul lor tactic în cadrul flotelor militare era în principal acela de recunoaștere, dar și de sprijin cu foc pentru navele de linie.
În aceeași perioadă a fost dezvoltată un nou tip de navă militară: distrugătorul (numit și contratorpilor). Navă rapidă și dotată cu o artilerie relativ puternică și cu torpile, era destinată luptei împotriva torpiloarelor și submarinelor inamice, escortând navele de linie sau convoaiele de nave comerciale pe timp de război.
Prima mare bătălie navală în care au luptat flote moderne, având în componență cuirasate, crucișătoare, distrugătoare, torpiloare și nave auxiliare, s-a desfășurat la 27 mai 1905 în Strâmtoarea Tsushima, situată între între peninsula coreeană și arhipelagul japonez. Flota rusă, aflată sub comanda amiralului Zinovi Rojestvenski și care parcursese peste 33.000 km din Marea Baltică pentru a ajunge în Orientul Îndepărtat, a fost interceptată de flota japoneză sub comanda amiralului Heihachirō Tōgō; în bătălie rușii au pierdut peste două treimi din totalul navelor, inclusiv 6 cuirasate.

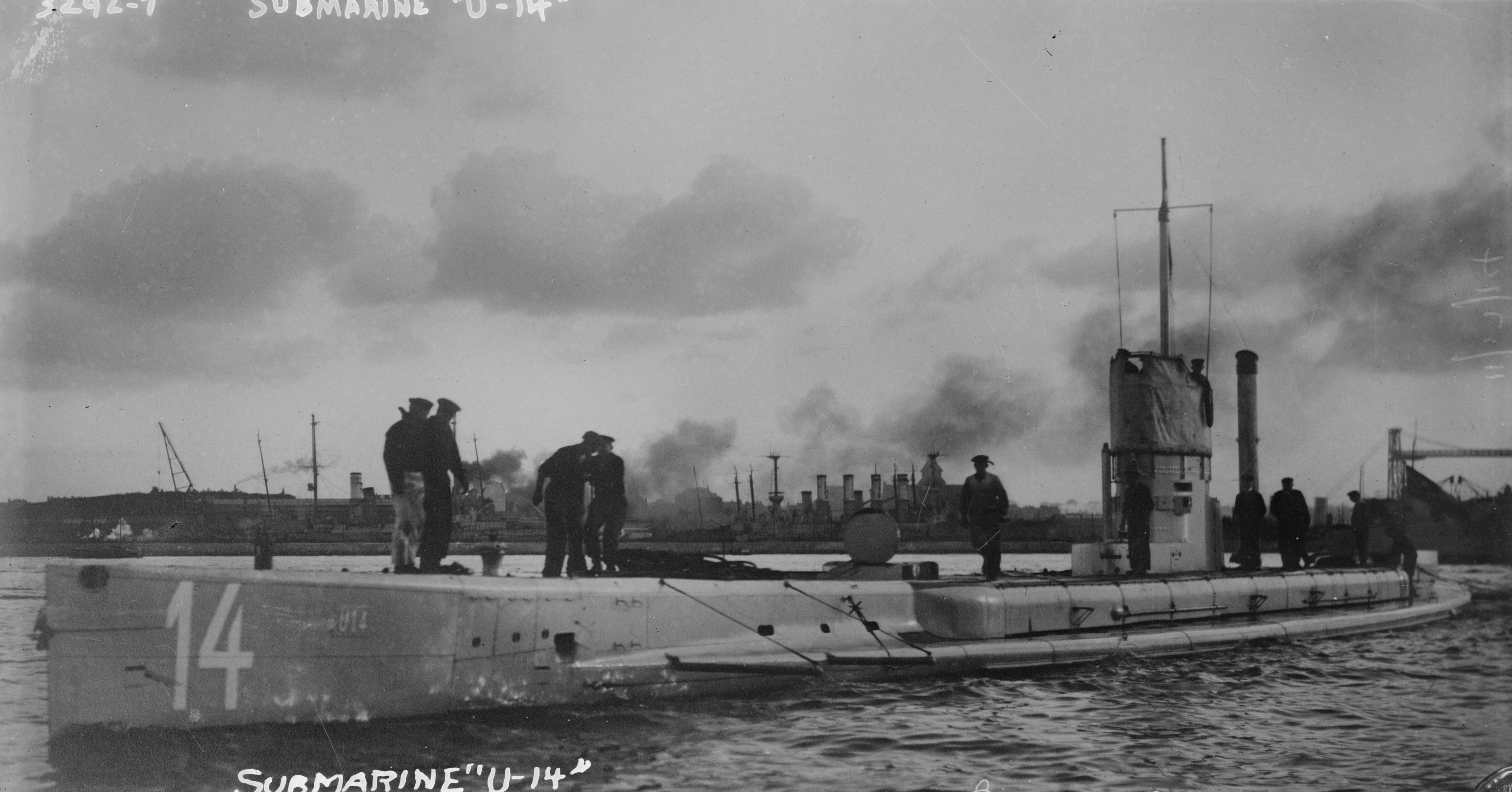
Submarinul german U-14

În Primul Război Mondial, deși au avut loc numeroase bătălii navale, acestea nu au fost decisive pentru obiectivele strategice pe care și le propuseseră beligeranții. Unul dintre factorii decisivi ai victoriei finale a Antantei și aliaților acesteia a fost menținerea în siguranță a căilor de navigație din Atlanticul de Nord, vitale pentru aprovizionarea cu trupe, armament, muniție, provizii și alte materiale a frontului de vest. Acest obiectiv a fost realizat, însă cu mari pierderi materiale și umane, în urma războiului submarin purtat împotriva flotei germane de submarine (U-boot).
Cea mai mare bătălie navală din timpul Primului Război Mondial a avut loc la  31 mai - 1 iunie 1916, în Marea Nordului, în largul coastei peninsulei Iutlanda. Implicând două mari flote, cea britanică (Grand Fleet) condusă de amiralul Sir John Jellicoe și cea germană (Hochseeflote) aflată sub comanda viceamiralului Reinhard Scheer, Bătălia Iutlandei, care a implicat în total circa 250 de nave de toate tipurile, s-a terminat indecis, britanicii pierzând paisprezece nave, iar germanii unsprezece nave. Totuși, pe plan strategic, britanicii au avut de câștigat prin faptul că după această bătălie flota germană a rămas adăpostită în porturi, cu excepția unor ieșiri scurte. Ea a continuat totuși să reprezinte o amenințare, forțând britanicii să mențină mai multe escadre în Marea Nordului, dar eforturile majore ale marinei germane s-au îndreptat către purtarea războiului submarin, pierdut în final.
Tratatele pentru limitarea înarmării navale din anii 1920 și 1930 au limitat numărul și tonajul cuirasatelor, dar inovațiile tehnice în domeniul proiectării navelor militare au continuat și în perioada dintre cele două războaie mondiale.

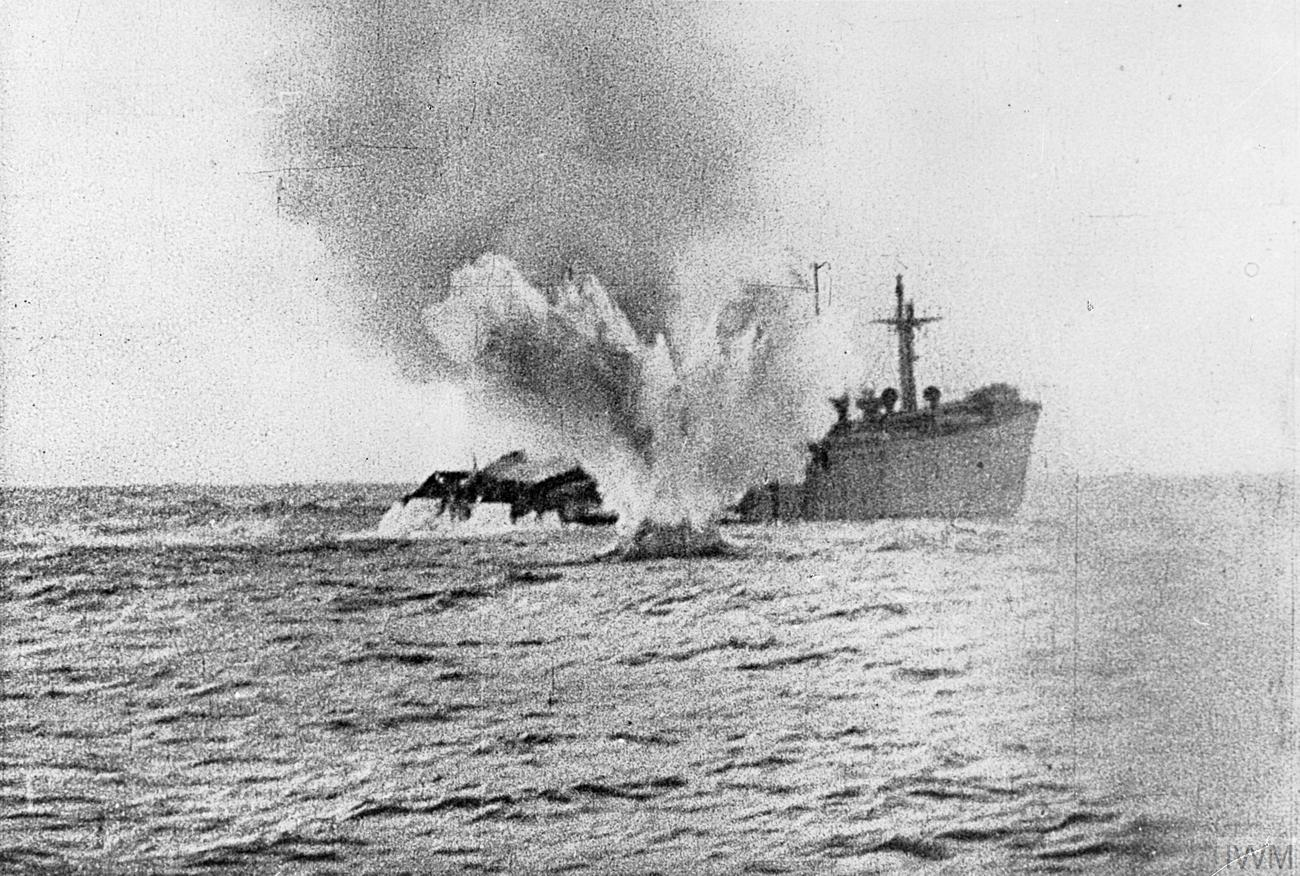
Navă comercială britanică torpilată de un submarin german

În timpul celui de-al Doilea Război Mondial, Germania și Marea Britanie au fost din nou cele două puteri navale dominante pe teatrul de operațiuni din Atlanticul de Nord. Germania, în conformitate cu Tratatul de la Versailles, avea marina de război limitată doar la câteva nave de suprafață de mic tonaj. Dar, prin utilizarea inteligentă a unei terminologii înșelătoare, precum Panzerschiffe, Germania a înșelat amiralitatea britanică și pe cea franceză. Acestea au fost surprinse când nave ca Admiral Graf Spee, Scharnhorst și Gneisenau, au atacat liniile de comunicație maritimă aliate. Cea mai mare amenințare, totuși, a fost intrarea în luptă a celor mai mari nave ale Kriegsmarine: Bismarck și Tirpitz. Cuirasatul Bismarck a fost grav avariat și scufundat după o serie de bătălii navale în Atlanticul de Nord în 1941, în timp ce cuirasatul Tirpitz a fost distrus de Royal Air Force în 1944. La fel ca și în timpul Primului Război Mondial, Kriegsmarine și-a concentrat eforturile spre războiul submarin ce avea ca principal scop tăierea căilor de navigație din Atlanticul de Nord ale aliaților. Bătălia Atlanticului a implicat mii de nave, comerciale și militare, într-o succesiune de peste 100 de lupte între submarine și convoaie și peste 1.000 de lupte navale singulare. Deși aliații au avut pierderi umane și materiale imense, în final au reușit să fie învingători, datorită atât noilor tactici de luptă (gruparea navelor de transport în convoaie escortate de distrugătoare), cât și dezvoltării unor noi arme (grenadele antisubmarin, sonarul, bombardierele cu rază mare de acțiune). De asemenea, un rol important l-a avut și descifrarea mesajelor radio emise de submarinele germane, codate cu mașina Enigma.

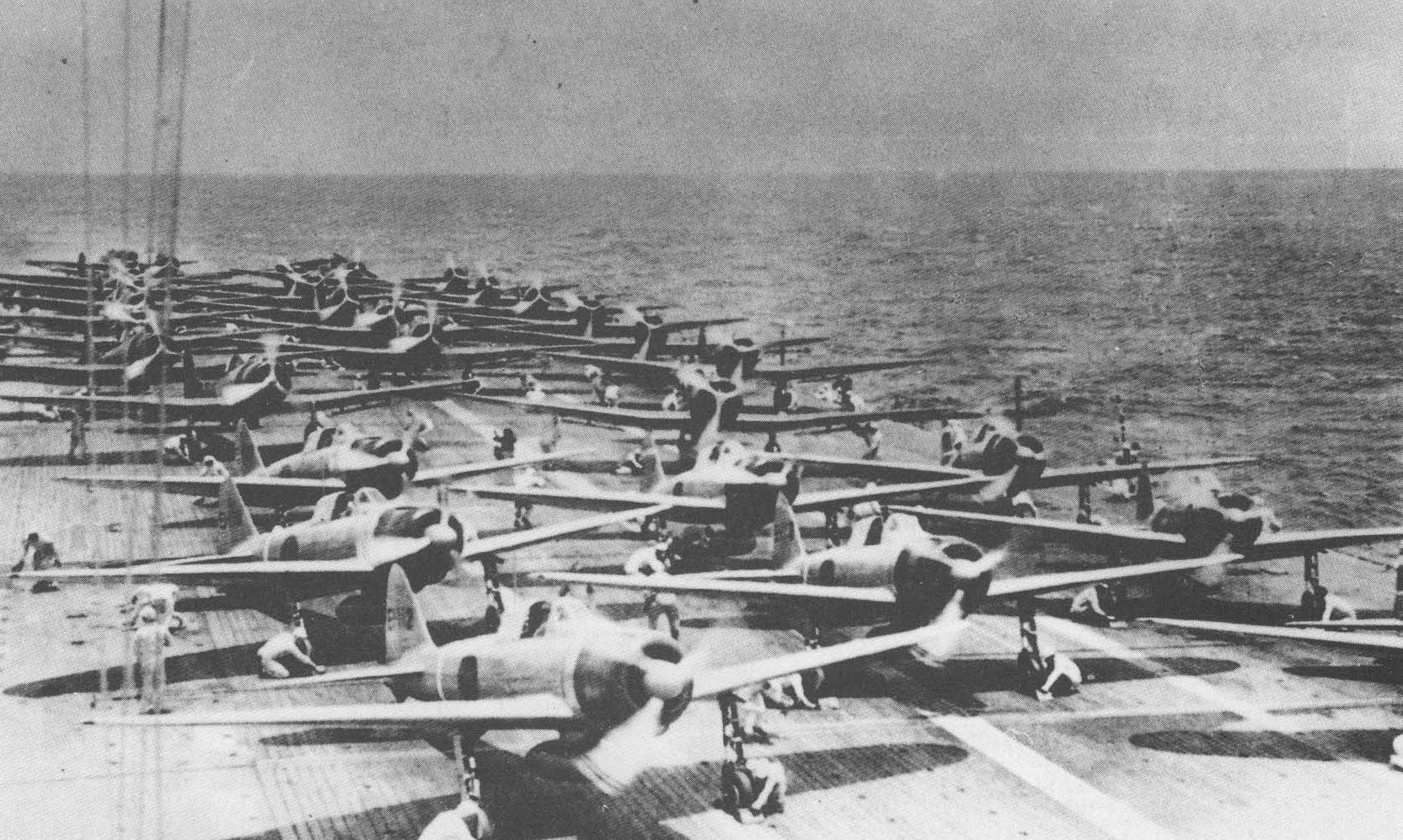
Avioane japoneze pregătite pentru decolare de pe portavionul Shōkaku, la Pearl Harbor

Cele mai mari bătălii navale din timpul celui de-al Doilea Război Mondial au avut însă loc pe teatrul de operațiuni din Pacific, între US Navy și Marina Imperială Japoneză. Din acea perioadă a început ascensiunea portavioanelor ca principală navă militară, în detrimentul cuirasatelor. Datorită introducerii pe scară largă a portavionelor în dotarea principalelor flote militare, navele inamice puteau fi acum atacate și distruse cu ajutorul bombardierelor-torpilor și bombardierelor în picaj care decolau de pe portavioane. Bătăliile navale se puteau duce acum cu un inamic aflat în afara razei vizuale, informațiile tactice necesare fiind obținute cu ajutorul avioanelor de recunoaștere și al radarului. Astfel, la 7 decembrie 1941, valurile succesive de avioane decolate de pe punțile a șase portavioane japoneze au scufundat sau avariat grav cele opt cuirasate americane, „coloana vertebrală” a Flotei SUA din Pacific, aflate la ancoră în baza navală de la Pearl Harbor. Acest atac prin surprindere, fără o declarație de război prealabilă, a determinat intrarea Statele Unite ale Americii în al Doilea Război Mondial.

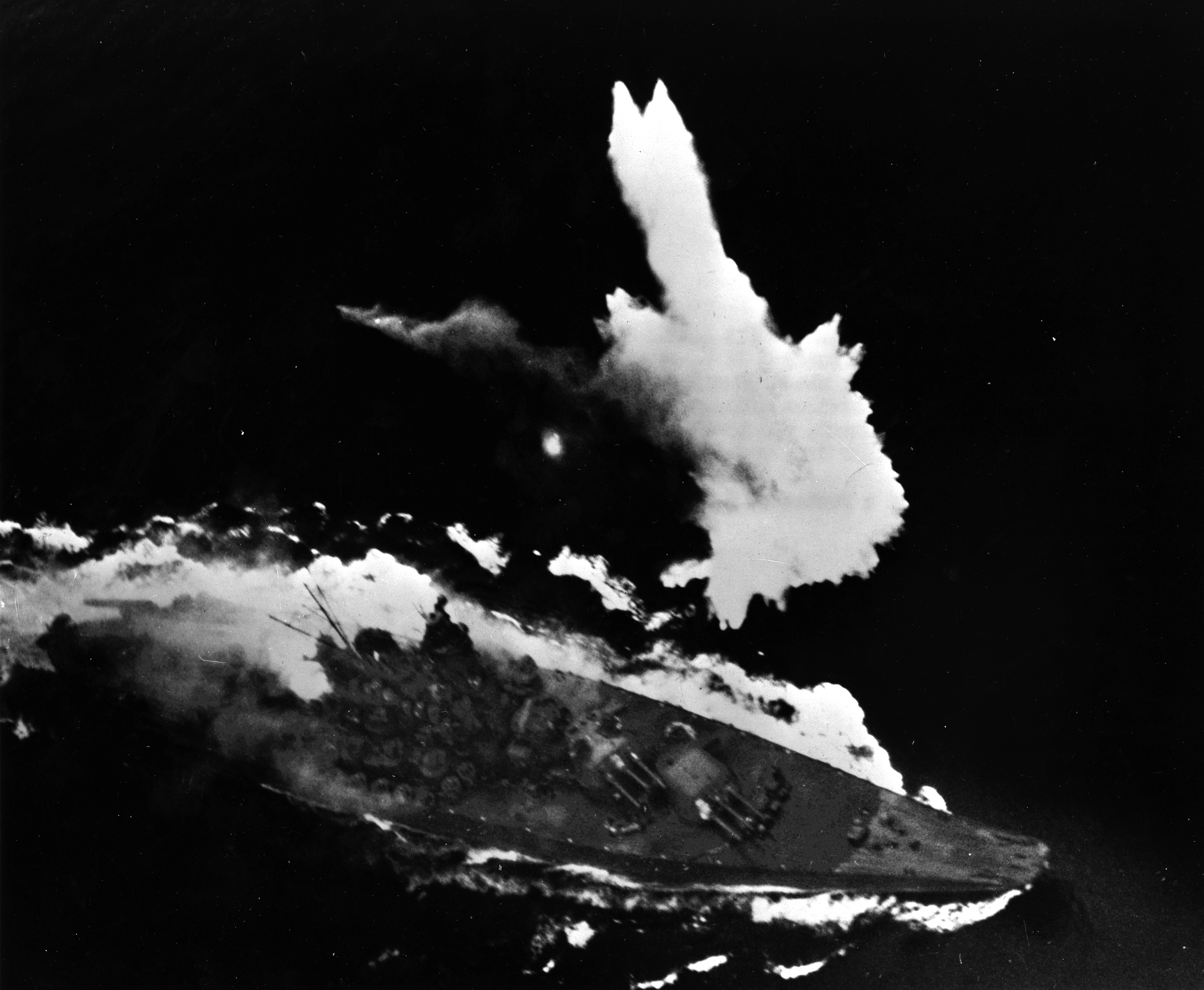
Yamato, cel mai mare cuirasat din istorie, atacat și scufundat de bombardierele decolate de pe portavioanele americane

După bătălia navală cu rezultat indecis din Marea Coralilor (4-8 mai 1942), Flota americană din Pacific, prin grupurile operative Task Force 16 și Task Force 17, a obținut la 4–7 iunie 1942 o victorie importantă în Bătălia de la Midway, scufundând patru portavioane japoneze (din cel șase care participaseră și la atacul de la Pearl Harbor). Această bătălie navală a fost un punct de cotitură în Războiul din Pacific, din acel moment inițiativa strategică trecând de partea Statelor Unite. Au urmat alte bătălii navale de mare amploare, în care din nou rolul principal l-au avut portavioanele: Bătălia Insulelor Salomon Orientale⁠(en)[traduceți] (24-25 august 1942), Bătălia de la Capul Esperance, (11-12 octombrie 1942), Bătălia navală de la Guadalcanal,(12-15 noiembrie 1942), Bătălia din Marea Filipinelor (19-20 iunie 1944), Bătălia din Golful Leyte, (23-26 octombrie 1944), toate câștigate de americani, dar cu prețul unor mari pierderi umane și materiale.
Ultima bătălie navală importantă din secolul XX a avut loc în cadrul Războiului Malvinelor, în apele teritoriale ale Insulelor Falkland. În această bătălie și-au făcut „debutul” în luptă un nou tip de navă de război, submarinul cu propulsie nucleară și o nouă armă de luptă de la distanță, racheta ghidată. Astfel, la 2 mai 1982, submarinul britanic cu propulsie nucleară HMS Conqueror S48 a lansat trei torpile clasice Mark VIII în direcția crucișătorului argentinian General Belgrano, scufundându-l; au murit atunci 323 membri ai echipajului navei argentiniene. Două zile mai târziu, la 4 mai 1982, o rachetă ghidată Exocet⁠(en)[traduceți] trasă de pe un avion Super Étendard al aviației argentiniene a scufundat distrugătorul britanic HMS Sheffield.

### În secolul XXI
Perfecționarea navelor militare și a armamentului utilizat de acestea a continuat și după încheierea perioadei „Războiului Rece”.
În domeniul metodelor de propulsie a navelor s-a dezvoltat și perfecționat propulsia nucleară la portavioane și submarine, ceea ce a condus la o majorare substanțială a autonomiei și razei de acțiune a acestora.
Artileria navală clasică (tunurile), deși mai există încă la bordul navelor de luptă, este înlocuită treptat de lansatoarele de rachete ghidate navă-navă (similare cu cele sol-sol). Mai mult, unele crucișătoare sunt dotate cu rachete de croazieră, cum sunt cele de tipul Tomahawk⁠(en)[traduceți] (americane) sau Kalibr⁠(en)[traduceți] (rusești), care pot transporta la țintă focoase nucleare.
La bordul submarinelor nucleare se pot afla rachete balistice intercontinentale cu focoase nucleare multiple (sisteme MIRV), care constituie unul dintre cele mai distrugătoare sisteme de armament strategic.
La începutul anului 2002 se estima că existau în întreaga lume 1240 de nave de război operaționale, repartiția pe zone geografice a acestora fiind următoarea:
- Statele Unite: 14 %
- Aliații din NATO (exceptând SUA): 24 %
- Rusia: 7 %
- China: 11 %
- Alte state din Asia: 26 %
- Statele din Orientul Mijlociu și Africa de Nord: 4 %
- Restul lumii: 14 %

## Clasificare
În prezent, navele militare sunt clasificate după diverse criterii, în mod diferit, de la țară la țară.
Flotele militare ale statelor din NATO folosesc următoarea clasificare:
Nave de suprafață
- Portavioane
- Crucișătoare
- Distrugătoare
- Fregate
- Corvete
- Nave de desant
- Puitoare de mine

Nave submersibile
- Submarine